# Chiesa di Sant'Antonio (Varallo)
La chiesa di Sant'Antonio è una chiesa di Varallo e la sua costruzione venne terminata nel 1893. L'edificio si trova nella zona detta "Varallo Vecchio", accanto al coevo convento francescano, ma a partire dagli anni ottanta è custodita dalla Congregazione dei padri dottrinari, al cui fondatore, beato Cesare de Bus, è dedicato un busto all'interno dell'edificio. Tra le altre opere vanno ricordate tre statue lignee, due di Leone Antonini, che raffigurano rispettivamente sant'Antonio da Padova e san Francesco d'Assisi, e una di Alessandro Gilardi, rappresentante la Madonna del Sacro Cuore.